# NGC 6172
NGC 6172 = IC 1213 ist eine elliptische Galaxie vom Hubble-Typ E0 im Sternbild Schlange nördlich des Himmelsäquators. Sie ist schätzungsweise 226 Millionen Lichtjahre von der Milchstraße entfernt und hat einen Durchmesser von etwa 55.000 Lichtjahren.
Im selben Himmelsareal befindet sich u. a. die Galaxie NGC 6118.
Die Typ-Ia-Supernova SN 2007bj wurde hier beobachtet.
Das Objekt wurde am 21. Juni 1884 von Édouard Stephan entdeckt. Durch einen Fehler in Stephans Positionsangabe führte die Beobachtung von Lewis A. Swift am 19. April 1890 unter IC 1213 zu einem Eintrag im Index-Katalog.